# Avoch
Avoch [ˈɔːx] , schottisch-gälisch: Abhach ist eine Ortschaft in der schottischen Council Area Highland. Sie liegt rund drei Kilometer südwestlich von Fortrose und zehn Kilometer nordöstlich des Zentrums von Inverness an der Mündung des Avoch Burns in die Avoch Bay auf der Halbinsel Black Isle.

## Geschichte
Südwestlich steht das auch als „Avoch Castle“ bezeichnete Ormond Castle an der Küste des Moray Firth. Die um 1179 errichtete Burg wurde vermutlich vor dem Eintreffen der Truppen Oliver Cromwells selbst geschleift und ist heute verloren. Nordwestlich von Avoch ließ George Mackenzie of Rosehaugh in den 1660er Jahren Rosehaugh House errichten. Das Herrenhaus wurde insbesondere um 1900 umfassend erweitert und zählte zu den wichtigsten Zeugnissen der viktorianischen Architektur in Schottland. Sein Besitzer James Douglas Fletcher stiftete einen archäologischen Fund von Bronzeäxten dem Elgin Museum. Es ist jedoch unklar, ob es sich um einen lokalen Fund oder einen Fund aus der Umgebung von Elgin handelt. Das Herrenhaus Avoch House fiel 1833 einem Brand zum Opfer und ist nicht erhalten. Im Wald nördlich von Avoch befand sich das aus dem 16. oder 17. Jahrhundert stammende Tower House Arkendeith Tower, in dem Überlieferungen zufolge die Räuberbande von Black John lebte.
Überlieferungen zufolge geht die Gründung Avochs auf den Schiffbruch einer Galeone der Spanischen Armada an der Küste zurück. Die Überlebenden sollen sich vor Ort angesiedelt haben. Im 18. und 19. Jahrhundert entwickelten sich die Fischerei sowie die Herstellung von Segeltuch und Textilien zu den Haupteinkommensquellen. In der Ortschaft selbst sind insgesamt 67 Bauwerke denkmalgeschützt.
Zwischen 1831 und 1881 sank die Einwohnerzahl von 1956 auf 1693. Zwischen 1971 und 2011 stieg sie von 776 auf 1052.

## Verkehr
Die aus Cromarty kommende A832 verläuft durch Avoch. Sie bindet die Ortschaft an die westlich verlaufenden Fernverkehrsstraßen A9 und A835 an. 1894 erhielt Avoch einen eigenen Bahnhof an der neuerrichteten Bahnstrecke von Muir of Ord nach Fortrose. Der Passagierverkehr wurde 1951 eingestellt; der Güterverkehr 1960. Der Avoch Harbour wurde 1815 nach einem Entwurf des Ingenieurs Thomas Telford fertiggestellt. 1904 wurde die Anlage erweitert.